# 북서항로

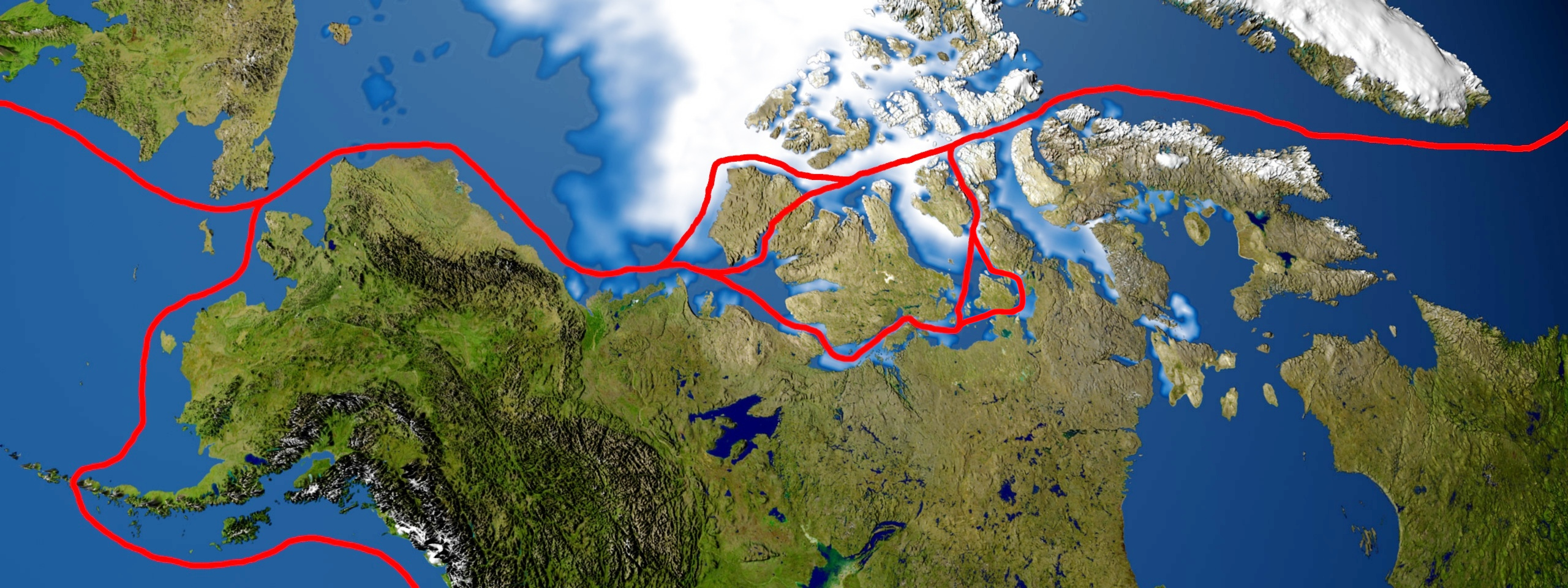
북서항로

북서항로(北西航路)는 대서양에서 북아메리카의 북쪽 해안을 따라 태평양에 이르는 항로이다.
15, 16세기경에, 대서양의 북부 그린란드 부근에서부터 서쪽으로 항해하면 태평양으로 진출할 수 있다고 믿었다. 이는 스페인, 포르투갈의 방해를 받지 않고 중국 및 인도에 도달할 수 있어 영국인들이 열심히 탐색하였다. 15세기말의 존 캐벗 부자의 항해를 효시로 하여 헨리 8세 때 항해가 있었다. 엘리자베스 1세 시대에 험프리 길버트가 서북항로의 북동항로에 대한 우위를 주장하여, 1578년·1583년에 길버트의 탐험이 행해졌다. 가장 큰 것으로는 1585년·1586년·1587년의 존 데이비스의 항해로 3차에 걸쳐서 북위 73°에까지 도달하였다. 이들 항해자들은 모두 자기가 북서항로를 발견했다고 믿었지만, 사실은 모두 실패로 끝났다. 그러나 이로 인하여 북아메리카 해안의 지리가 확실해졌다는 데에 의의가 있다.

## 같이 보기
- 북극해 항로
- 파나마 운하